# Äntligen – Marie Fredrikssons Bästa 1984–2000
Äntligen – płyta z najważniejszymi utworami szwedzkiej wokalistki Marie Fredriksson z lat 1984–2000, wydana w marcu 2000 roku w Szwecji i Holandii.

## Lista utworów
1. Äntligen(4:01) +
2. Det som var nu (z Patrikiem Isakssonem) (6:37) +
3. Ännu doftar kärlek (3:43) ×
4. Den bästa dagen (4:32) ×
5. Mot okända hav (3:49) ×
6. Den sjunde vågen (5:56) ×
7. Ett hus vid havet (1:29) ×
8. Efter stormen (4:00) ×
9. Om du såg mig nu (4:01) ×
10. Bara för en dag (4:41) ×
11. Sparvöga (4:07) ××
12. Så stilla så långsamt (5:40) ++
13. Så länge det lyser mittemot (5:09) ++
14. Mellan sommar och höst (4:17) ++
15. I en tid som vår (5:49) +
16. Tro (4:55) +
17. Solen gick ner över stan (Klubbmix/Äntligen) (3:33) +

## Producenci
+ Marie Fredriksson i Mikael Bolyos

++ Marie Fredriksson i Anders Herrlin

× Lars-Göran "Lasse" Lindbom

×× Marie Fredriksson, Anders Herrlin i Per Andersson